# Marijino kronanje (Lorenzo Monaco)
Marijino kronanje je poliptih italijanskega poznogotskega umetnika Lorenza Monaca, ki se osredotoča na temo Marijinega kronanja, naslikan s tempero na tabli. Nekoč v kamaldolskem samostanu Santa Maria degli Angeli je danes v galeriji Uffizi v Firencah. Datirana je v februar 1413, kar je v florentinskem koledarju (ki se je začel marca) ustrezalo letu 1414.

## Zgodovina
Sliko v začetku 15. stoletja omenja Antonio Billi.
Konec 16. stoletja jo je v oltarju, ki ga je zasedalo veliko platno, zamenjal Alessandro Allori. Kronanje je bilo ponovno odkrito v 19. stoletju, ko je bilo v slabem stanju nastanjeno v kamaldolskem samostanu San Pietro a Cerreto. Leta 1872 je bila obnovljena v svoj okvir. Leta 1990 je bilo ugotovljeno, da naslikani del vsebuje dragoceno in (za takrat) drago uporabo lapis lazuli modre barve.

## Opis
Delo je v ogromnem pozlačenem in izrezljanem okvirju, s tremi vrhovi, nameščenimi na štrlečih konzolah. Trije loki so okrašeni z rastlinskimi motivi; nad njimi so tri plošče (katerih zgornji okvir je izgubljen), ki vsebujejo naslednje prizore (z leve strani): Angela Oznanjenja, Kristus blagoslavlja med kerubini in Oznanjenje. Ob strani sta dva slopa z zvitimi stebri na robovih, s slikami prerokov in svetnikov. V spodnjem delu je predela s šestimi majhnimi slikami Epizode življenja sv. Benedikta in sv. Bernarda iz Clairvauxa.
Osrednja slika v treh arkadah prikazuje Marijino kronanje, postavljeno v raju (na katero opozarjajo modri zvezdasti pasovi, ki aludirajo na sedem nebes), v prisotnosti dvojne množice svetnikov na straneh (razporejenih v tri vrstice) in opaznega števila angelov za ciborijem ki prekriva Jezusov in Marijin prestol na obeh straneh prestola in spredaj, kjer so trije angeli, ki širijo kadilo. 
- Janez Krstnik (prva vrsta, z desne)
- sveti Peter
- Bernard iz Clairvauxa
- sveti Matej (druga vrstica, z desne)
- sveti Jakob
- sveti Pavel
- Štefan mučenik
- Donat iz Arezza (tretja vrstica, z leve)
- Anton Puščavnik
- sveti Žiga

V skupini svetnikov na desni so:
- Janez Evangelist (prva vrsta, od leve)
- sveti Andrej apostol
- Benedikt Nursijski
- sveti Lovrenc (druga vrstica, od leve)
- sveti Jernej
- Zanobij Firenški
- Frančišek Asiški
- Trije svetniki z negotovo identifikacijo (tretja vrstica)

Sestava je gneča, a v bistvu ploska, vendar tako kot druge giottovske slike nima perspektive, oblike figur so podolgovate. Prostor, ki je vendarle nakazan, se zaključuje z zlatim ozadjem, značilnim za Lorenzov slog. Obred kronanja je naslikan v duhu dvornega veličastja. Pristop je zelo idealiziran. Značilna je bolj izvirna uporaba hladnih in svetlih barv z mavričnimi notami, gibanje figur, mehkoba draperij. Marija je neobičajno oblečena v belo, kar je morda povezano z oblačili kamadolincev, ki so oblečeni v belo. Globoko religiozno čustvo je pri Lorenzu Monacu vedno osrednjega pomena.

### Predela
V predeli so:
- Pogreb sv. Bernarda
- Pokora svetega Benedikta
- Rojstvo
- Poklon Treh kraljev
- Sveti Bernard daje pravila svetemu Benediktu in sveti Benedikt reši brata pred utopitvijo
- Sveti Bernard obudi malega brata

Prisotnost sv. Bernarda opozarja na cistercijane in sv. Benedikta benediktincev, katerih kamaldolci so bili kongregacija. V predeli je Lorenzo slikal intenzivne in domiselne figure z bolj izvirnimi nastavitvami brez zlatega ozadja.